# Chaitophorus leucomelas
Chaitophorus leucomelas är en insektsart som beskrevs av Koch 1854. Enligt Catalogue of Life ingår Chaitophorus leucomelas i släktet Chaitophorus och familjen långrörsbladlöss, men enligt Dyntaxa är tillhörigheten istället släktet Chaitophorus och familjen borstbladlöss. Arten är reproducerande i Sverige. Inga underarter finns listade i Catalogue of Life.